# Pieve (Val di Zoldo)
Pieve (La Píef in ladino zoldano) è una frazione del comune italiano di Val di Zoldo, in provincia di Belluno.

## Geografia fisica
Pieve si trova al centro di una terrazza che domina a nord il capoluogo comunale, compresa fra i torrenti El Gav e Mareson. A nordovest del paese si innalza il monte Punta (1952 m), un'appendice meridionale del Pelmo.

## Monumenti e luoghi d'interesse

### Architettura religiosa
Chiesa di San FlorianoIl paese trae il nome da questo monumento che fu in passato pieve matrice di tutte le parrocchie della Val di Zoldo. San Floriano avrebbe avuto origine nel X secolo. Venne citata per la prima volta in una bolla papale di Eugenio III (1145), cui seguirono le menzioni in una bolla di papa Lucio III e in un diploma di Federico Barbarossa (1185). A partire dal XIII secolo subì una serie di rifacimenti che si conclusero con la consacrazione del 1487. Le attuali forme romanico-gotiche rimandano appunto a questi interventi. L'esterno è decorato con degli affreschi, scoloriti, di scuola vecelliana. Gli interni conservano numerose opere di pregio, specialmente lavori in legno realizzati da alcuni celebri intagliatori originari della valle. Fra tutte spicca l'altare delle Anime, grandiosa opera giovanile dell'intagliatore Andrea Brustolon (1687), ornato dalla pala delle Anime purganti di Agostino Ridolfi. L'altare maggiore, in marmo di Carrara e dalle linee rococò (1782) è sormontato da un crocifisso ligneo di Valentino Besarel iunior; dietro è collocata la pala con i Santi Floriano e Giovanni Battista dipinta da Francesco Maggiotto nel 1783. Al coro, costituito da un rivestimento ligneo realizzato da Giovanni Paolo Gamba Zampol e Valentino Bersarel senior, sono stati aggiunti elementi decorativi raffiguranti Episodi della vita di Maria di Giuseppe Cherubin (1913). A Valentino Besarel iunior si devono il gruppo scultoreo della Madonna del Rosario (1897) e la Vergine Assunta in legno gessato e colorato. Sulla parete di sinistra spiccano due tavole attribuite quattrocentesche a Girolamo da Trento. Nei pressi del fonte battesimale, cinquecentesco, si collocano l'altare dello Spirito Santo, recante una pala, forse, di Domenico Falce (prima del 1647), e l'altare di San Rocco, con una tela attribuita a Francesco Frigimelica (XVII secolo). Vanno inoltre citati il tabernacolo "Bardellino", singolare manufatto in pietra commissionato dal pievano Giovanni Battista Bardellino (XVI secolo), una Pietà in arenaria dei primi del Quattrocento, la tela ad olio con i Santi Antonio da Padova e Teresa d'Avila, di un anonimo settecentesco, e alcune tele di Marco Vecellio. L'organo, pregevole strumento del 1812, è di Antonio e Agostino Callido, ancora vivente l'anziano padre Gaetano Callido a cui erano subentrati alla direzione della ditta (1807) nel rispetto dei canoni costruttivi. Il campanile è più tardo della chiesa: l'originale, iniziato nel 1562 e concluso solo nel 1670, fu distrutto da un incendio nel 1835. Fu ricostruito nel 1844 da Antonio Talamini Pol e  Giovanni Battista Panciera Besarel, padre del già citato Valentino. Alto 47 metri, si caratterizza per la guglia ricoperta da scandole di larice. Le campane sono recenti poiché quelle originarie furono donate alla Patria durante la prima guerra mondiale.
Chiesa dell'AddolorataUn affresco posto sulla chiesa ne fa risalire la fondazione al XIII secolo, ma la prima menzione dell'edificio sacro risale al 1541. In stile gotico con aggiunte neogotiche, contiene un grandioso altare opera di Valentino Panciera Besarel.
Vecchio cimitero dell'AddolorataOperativo dal 1836 fino al 1948, è oggi avvolto nella macchia e conserva lapidi e cappelle funebri.

### Architettura civile
Casa Pra AgnoliStorico edificio con annessa barchessa, oggi adibito ad asilo.